# Saint-Didier-en-Donjon

Saint-Didier-en-Donjon este o comună în departamentul Allier din centrul Franței. În 1 ianuarie 2022 avea o populație de 245 de locuitori.